# Blockad (krigföring)

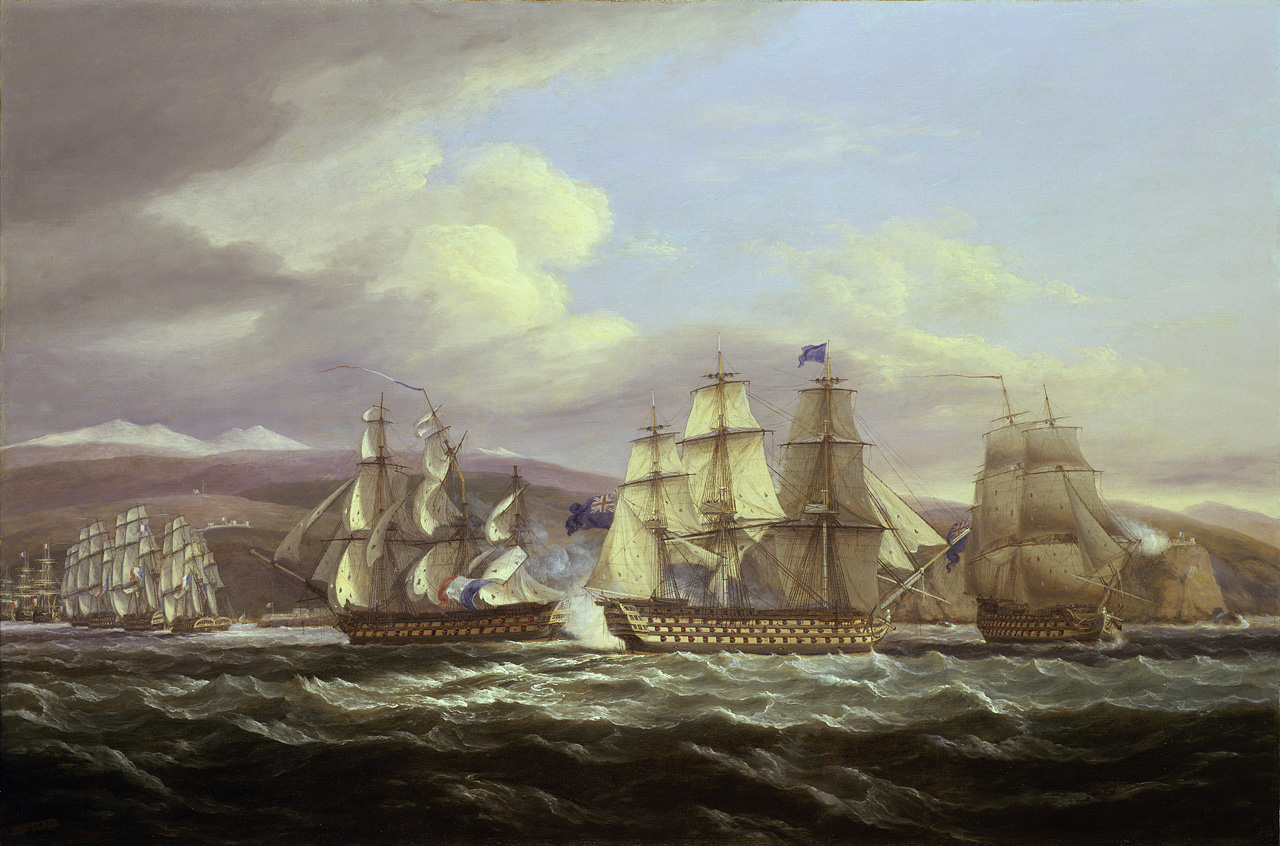
Målning av skepp ur Royal Navy som genomförde en blockad av den franska hamnstaden Toulon från 1810 till 1814.

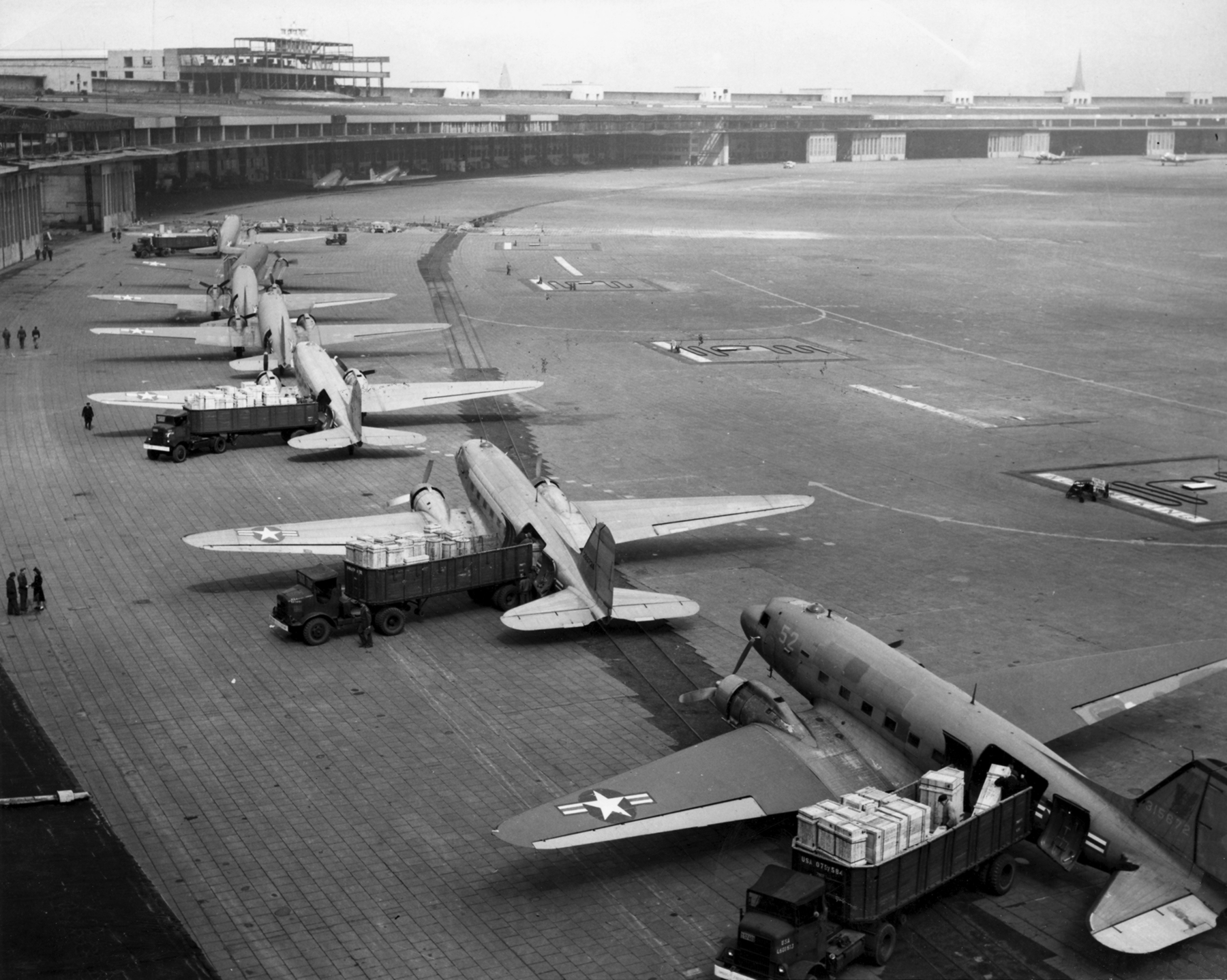
Amerikanska C-47:or urlastar på Berlin-Tempelhofs flygplats i samband med Berlinblockaden, då Sovjetunionen blockerade landvägarna till Västberlin.

En blockad är en militär åtgärd som innebär att transporter till eller från ett område förhindras. Som folkrättslig strategi är den främst kopplad till krigföring till sjöss.
Oftast avses med begreppet en sjöblockad, och blockaden sker då medelst avspärrning (oftast med örlogsfartyg eller minor) så att transporter förhindras från att nå fientlig hamn.